# Antoni Rosal i Sala
Antoni Rosal i Sala (Mataró, 1852 - Barcelona, 27 de febrer de 1913) fou un advocat, industrial i polític català, diputat a les Corts Espanyoles durant la restauració borbònica.
El seu pare i els seus oncles va fundar en 1859 Cal Rosal, la colònia tèxtil més antiga de l'Alt Llobregat. El 1888 va fundar amb els seus germans Rosal Hermanos, que va funcionar com a societat fins a 1913. Juntament amb el seu germà Agustí Rosal i Sala (alcalde de Berga 1883-1889) formaven part del consell d'administració que gestionava el ferrocarril de la zona.
Llicenciat en dret, va viure sempre a Barcelona i fou elegit diputat pel districte de Berga a les eleccions generals espanyoles de 1899 i 1903.
Casat amb Maria Dolors Catarineu i Ferran mor a Barcelona l'any 1913.